# Ectropothecium saprophilum
Ectropothecium saprophilum är en bladmossart som beskrevs av Brotherus och Jean Édouard Gabriel Narcisse Paris 1901. Ectropothecium saprophilum ingår i släktet Ectropothecium och familjen Hypnaceae. Inga underarter finns listade i Catalogue of Life.